# Fluoro-nybøite
La fluoro-nybøite (simbolo IMA: Fnyb) è un minerale molto raro del supergruppo dell'anfibolo, all'interno del quale viene collocato nel "gruppo degli anfiboli con W(OH,F,Cl)-dominante" e da lì al sottogruppo degli anfiboli di sodio dove occupa un posto nel "gruppo contenente la radice nybøite nel nome"; essendo un anfibolo, appartiene agli inosilicati e pertanto alla famiglia minerale dei "silicati", e possiede composizione chimica NaNa2(Mg3Al2)(Si7Al)O22F2.
La fluoro-nybøite è definita con:
- catione sodio dominante in posizione A
- catione magnesio bivalente Mg2+ dominante in posizione C2+
- catione alluminio trivalente dominante in posizione C3+
- anione fluoro F- dominante in posizione W.

## Etimologia e storia
La fluoro-nybøite è stata scoperta in un campione proveniente dalla zona di Jianchang (provincia di Liaoning, in Cina) e approvata dall'Associazione Mineralogica Internazionale (IMA) con il nome di fluoronyböite. Il nome è stato poi cambiato in fluoro-nybøite nell'ambito della revisione della nomenclatura degli anfiboli del 2012 (IMA 2012).
Questo minerale è l'analogo della nybøite (dalla località di ritrovamento, Nybø, nella regione norvegese di Nordfjord) con il fluoro che sostituisce il gruppo ossidrile (OH-).

## Classificazione
La classica nona edizione della sistematica dei minerali di Strunz, aggiornata dall'Associazione Mineralogica Internazionale fino al 2009, elenca la fluoro-nybøite con il nome di fluoronyböite e la colloca nella classe "9. Silicati (germanati)" e da lì nella sottoclasse "9.D Inosilicati"; questa viene suddivisa più finemente in base alla struttura cristallina del minerale, in modo tale che la fluoro-nybøite (fluoronyböite) possa essere trovata nella sezione "9.DE Inosilicati con catene doppie di periodo 2, Si4O11; clinoanfiboli" dove forma il sistema nº 9.DE.25.
Tale classificazione resta invariata anche nell'edizione successiva, proseguita dal database "mindat.org".
Nella Sistematica dei lapis (Lapis-Systematik) di Stefan Weiß la fluoro-nybøite si trova nella classe dei "silicati" e nella sottoclasse degli "inosilicati"; qui il minerale si trova nella sezione di quelli che hanno struttura "[Si4O11] a due bande 6-; gruppo degli anfiboli; anfiboli alcalini" dove forma il sistema nº VIII/F.08.
Anche la classificazione dei minerali secondo Dana, usata principalmente nel mondo anglosassone, elenca la fluoro-nybøite nella famiglia dei silicati; qui è nella classe degli "inosilicati: catene doppie non ramificate, W=2" e nella sottoclasse degli "inosilicati: catene doppie non ramificate, configurazione anfibolo W=2" dove forma il "gruppo 4, anfiboli di sodio" con il numero di sistema 66.01.03c.

## Abito cristallino
La fluoro-nybøite cristallizza nel sistema monoclino nel gruppo spaziale C2/m (gruppo nº 12) con i parametri reticolari a = 9,666(4) Å, b = 17,799(6) Å, c = 5,311(2) Å e β = 104,10(3)°, oltre ad avere 2 unità di formula per cella unitaria.

## Origine e giacitura
La fluoro-nybøite è stata trovata nell'eclogite ricca di kyanite associata a fluoro-taramite, pargasite, clinopirosseno, granato, rutilo, apatite, paragonite e plagioclasio.
Il minerale è molto raro ed è stato trovato solo nella sua località tipo, la zona di Jianchang nella provincia di Liaoning (Cina).

## Forma in cui si presenta in natura
La fluoro-nybøite si presenta in grani microscopici di aspetto traslucido e lucentezza vitrea; il colore è grigio-bluastro, mentre quello del suo striscio è bianco.

## Proprietà ottiche
La fluoro-nybøite mostra un forte pleocroismo con colori che vanno dall'incolore, al lilla fino al verde-bluastro chiaro.